# 난쟁이털고슴도치
난쟁이털고슴도치(Hylomys parvus)는 고슴도치과에 속하는 포유류 속의 일종이다. 인도네시아 수마트라섬의 케린치 산에서만 발견된다. 제한된 서식지 분포때문에 멸종 위급종으로 등록되어 있다. 1916년에 처음 기록되었지만, 1994년에 재검토되기 전까지는 유효종이 아니었다. 드워프김누라, 드워프짐누라로도 불린다.
몸길이는 10~12.7cm이며 꼬리길이는 1.5~3.2cm이다. 평균 수명은 약 2년이며 임신 기간은 약 30-35일이다. 위협을 느낄 때 악취가 난다고 한다.